# 崔日和
崔日和（1959年5月9日—），韓國男演員，其他常見譯名為崔一和。

## 演出作品

### 電視劇
- 2005年：SBS《流行70》
- 2005年：KBS《黃金蘋果》飾演 金天東
- 2006年：MBC《狼》
- 2006年：SBS《戀人》飾演 姜會長
- 2007年：MBC《H.I.T》飾演 張龍河
- 2007年：MBC《咖啡王子1號店》飾演 崔漢杰的父親
- 2007年：KBS《過山南村》
- 2007年：KBS《愛的軀殼》
- 2007年：KBS《仁順真漂亮》飾演 劉炳國
- 2009年：SBS《City Hall》飾演 崔東奎
- 2010年：KBS《名家》飾演 國璿的父親
- 2010年：KBS《灰姑娘的姐姐》飾演 洪會長
- 2010年：MBC《同伊》飾演 徐廷鎬
- 2010年：KBS《麵包王金卓求》
- 2010年：SBS《大物》飾演 金明煥
- 2011年：KBS《相信愛》
- 2011年：KBS《夢想起飛Dream High》飾演 玄茂真
- 2011年：SBS《城市獵人》飾演 金鐘植
- 2011年：tvN《Birdie Buddy》飾演 投資於高爾夫事業的會長
- 2011年：SBS《樹大根深》飾演 金宗瑞
- 2011年：KBS《波塞冬》飾演 國情院要員
- 2011年：KBS《Brain》飾演 安東錫
- 2011年：TV朝鮮《拯救高奉實歐巴桑》飾演 徐俊錫
- 2012年：SBS《拜託了，機長》飾演 洪仁太
- 2012年：MBC《The King 2 Hearts》飾演 先王
- 2012年：MBC《天使的選擇》飾演 崔志學
- 2012年：KBS《大王之夢》飾演 金舒玄（中年）
- 2012年：KBS《加油，金先生！》飾演 李尚國
- 2013年：TV朝鮮《韓半島》
- 2013年：KBS《天命：朝鮮版逃亡者故事》飾演 朝鮮中宗
- 2013年：KBS《Drama Special－像童話一樣》飾演 明濟父
- 2014年：KBS《感激時代：鬪神的誕生》飾演 薛斗星
- 2014年：TV朝鮮《百年新娘》飾演 崔日道
- 2014年：MBC《改過遷善》飾演 金信日
- 2014年：SBS《誘惑》飾演 羅時燦
- 2014年：OCN《Frost醫生》（特別演出第2集）
- 2015年：SBS《華麗的鄰居》飾演 崔仁燮
- 2015年：KBS《懲毖錄》飾演 宋應昌
- 2015年：TV朝鮮／tvN《偉大的故事－入試的定石》飾演 根昌
- 2015年：KBS《守護家族》飾演 鄭萬才
- 2015年：SBS《魔女之城》飾演 文相國
- 2015年：KBS《Oh My Venus》飾演 金成哲
- 2016年：KBS《Oh My 錦朏》
- 2016年：MBC《不夜城》飾演 徐奉洙
- 2017年：SBS《師任堂，光的日記》飾演 申命和
- 2017年：OCN《隧道》飾演 劉聖才
- 2017年：MBC《Two Cops》飾演 卓正煥

### 電影
- 2002年：《我們順妮去哪了》
- 2003年：《選擇》
- 2003年：《季山》
- 2003年：《漢城警事》
- 2004年：《我認識的女人》
- 2004年：《待到春花爛漫時》
- 2005年：《颱風》
- 2005年：《王的男人》
- 2006年：《韓半島》
- 2006年：《即興家庭》
- 2007年：《優雅的世界》
- 2007年：《我的野蠻女老師2》
- 2008年：《我的新拍檔》
- 2009年：《愛子》
- 2009年：《梨泰院殺人事件》
- 2010年：《妖術》
- 2010年：《尋找完美先生》
- 2010年：《攤牌》
- 2011年：《奇怪的客人們》
- 2012年：《共謀者》
- 2012年：《桃樹》
- 2012年：《兩個婚禮一個葬禮》（特別出演）
- 2013年：《神漢流氓》
- 2013年：《新世界》
- 2014年：《神之一手》飾演 黑道頭目（特別出演）
- 2015年：《奸臣》飾演 金日淳（友情出演）
- 2016年：《島.失蹤者》飾演 許成久（特別出演）
- 2017年：《是的，家庭》飾演 文社長
- 2017年：《騙子》飾演 成議員

## 獲獎
- 2003年：東亞戲劇賞演技獎
- 2003年：電影協會演技獎電視

## 外部連結
- NAVER （页面存档备份，存于）